# Чичерин, Борис Николаевич
Бори́с Никола́евич Чиче́рин (26 мая [7 июня] 1828, Тамбов — 3 [16] февраля 1904, Москва) — русский правовед, один из основоположников российской школы конституционного права, философ

-гегельянец, историк, публицист и педагог; дядя революционера и дипломата Георгия Чичерина. Почётный член Петербургской Академии наук (с 1893), Императорского Московского университета (с 1900) и других учёных обществ России.

## Биография
Происходил из старинного дворянского рода Чичериных; родился 26 мая (7 июня) 1828 года. Был старшим сыном — в исповедной ведомости Преображенского кафедрального собора Тамбова за 1843—1844 год семья была указана в следующем составе: поручик Николай Васильевич Чичерин 41 год, жена его Екатерина Борисовна 35 лет. Дети их: Борис 15 лет, Василий 13 лет, Владимир 12 лет, Аркадий 11 лет, Андрей 9 лет, Сергей 7 лет, Пётр 5 лет, Александра 4 года. Детство прошло в тамбовском имении отца Караул, приобретённом в 1837 году. Получил домашнее образование.
В 1845—1849 годах — студент юридического факультета Императорского Московского университета; среди преподавателей были Т. Н. Грановский, С. М. Соловьев, К. Д. Кавелин. Большое влияние на формирование взглядов Чичерина оказал Т. Н. Грановский, с которым его познакомил старый друг отца писатель Н. Ф. Павлов. Недолгое увлечение славянофильством сменилось сближением с западничеством.
В конце 1840-х — начале 1850-х годов познакомился с П. В. Анненковым, А. И. Герценом, К. Д. Кавелиным, И. С. Тургеневым. Изучал работы Гегеля; испытал значительное влияние идей французских политических мыслителей. По окончании университета жил в родовом селе.
В 1853 году представил к защите магистерскую диссертацию «Областные учреждения России в XVII веке», которая была отклонена с заключением, что в ней в ложном свете представлена деятельность старой администрации России. Диссертация была защищена лишь в 1857 году после некоторого ослабления цензуры.
В 1857 году познакомился с Л. Н. Толстым, с которым у него на несколько лет установились близкие отношения. В 1858—1861 годах Чичерин совершил заграничное путешествие, во время которого знакомился с европейскими политическими учениями. Осенью 1858 года в Лондоне встречался с Герценом, который опубликовал «Современные задачи русской жизни» Чичерина в «Голосах из России». Чичерин имел в русском обществе уже в ранние свои годы репутацию консерватора. Вспоминая о встрече с Чичерным, Герцен писал:

Чичерин подходил не просто, не юно, у него были камни за пазухой; свет его глаз был холоден, в тембре голоса был вызов и странная отталкивающая самоуверенность. С первых слов я понял, что это не противник, а враг; но подавил физиологический окрик, и мы разговорились… Он был почитатель Французского демократического строя и имел нелюбовь к Английской, не приведённой в порядок свободе. Он в императорстве видел воспитание народа, и проповедовал сильное государство и ничтожность лица перед ним… Он был гуверменталист, считал правительства гораздо выше обществ и его стремлений, и принимал императрицу Екатерину II почти за идеал того, что надобно России.
Чичерин был приглашён в учителя к наследнику при Александре II: с 1863 года и до ранней смерти цесаревича Николая Александровича в 1865 году преподавал ему государственное право. Во время путешествия в свите наследника престола в 1865 году, в Риме он познакомился с Алексеем Капнистом и его старшей дочерью Александрой, спустя 6 лет, 25 апреля 1871 года, ставшей его женой: венчание состоялось в церкви мученицы Татьяны Московского университета.
С июня 1861 года Чичерин — экстраординарный профессор Московского университета по кафедре государственного права, с 1865 года — ординарный профессор. В 1865 году в Санкт-Петербургском университете он получил степень доктора государственного права honoris causa
В своей фундаментальной работе «О народном представительстве» (докторская диссертация Чичерина была опубликована в 1866 году и переиздана в 1899 году) впервые в русской юридической литературе проследил развитие институтов парламентаризма у европейских народов. Относительно их применимости к тогдашней России Чичерин писал: «Не скрою, что я люблю свободные учреждения; но я не считаю их приложимыми всегда и везде, и предпочитаю честное самодержавие несостоятельному представительству». Однако после своего пребывания в Париже Чичерин писал о том, что Россия для своего дальнейшего политического развития не должна полностью закрываться от европейского опыта. Он хотел продолжать жить на родине и работать на благо ей, критикуя эмиграцию, однако не исключал пользу от усвоения западного опыта.
В период его преподавания в Московском университете между студентами активно велось обсуждение социалистических и иных радикальных идей. Чичерин в своих «Воспоминаниях» писал, что студенты предпочитали лекциям чтение книг западных мыслителей. Первоначально его консервативно-либеральная позиция вызвала неприятие со стороны учеников, однако последовательное изложение Чичериным своих взглядов убедило студентов в том, что он не являлся простым консерватором и был вовсе не против реформ.
В 1868 году вместе с рядом других профессоров вышел в отставку в знак протеста против курса Министерства народного просвещения и поселился в родовом имении Караул, работал в тамбовском земстве. В конце 1871 года был избран в совет директоров Тамбово-Саратовской железной дороги; был товарищем (заместителем) председателя Комиссии, учреждённой для исследования железнодорожного дела в России. В эти годы им были написаны и изданы в Москве: «История политических учений» (ч. 1—2, 1869—1872), «Наука и религия» (1879), «Мистицизм в науке» (1880).
В Москве бывал наездами. В начале 1882 года был избран московским городским головой, сменив на этом посту досрочно ушедшего в отставку С. М. Третьякова. Чичерину удалось добиться некоторых улучшений в городском хозяйстве Москвы, в частности обеспечить поступление в московский водопровод мытищинской воды. Участвовал в мероприятиях по случаю коронации императора Александра III (15 мая 1883 года); 16 мая, выступая на торжественном обеде городских голов, высказался за «единение всех земских сил для блага отечества» и выразил надежду, что власть признаёт необходимость сотрудничества с земским движением. Речь была расценена кругами, близкими к императору, как требование конституции и послужила причиной его отставки. В сентябре 1883 года Московская городская дума избрала Б. Н. Чичерина почётным гражданином Москвы «за труды его на пользу Московского городского общества в звании Московского городского Головы».
Вернувшись в Караул, Чичерин вновь занялся научной деятельностью, написал ряд работ по философии, а также по химии и биологии, которые дали основание Д. И. Менделееву рекомендовать Чичерина к избранию почётным членом Русского физико-химического общества. Чичерин принимает деятельное и плодотворное участие в работах тамбовского земства.
В 1888—1894 годах работал над «Воспоминаниями», значительная часть которых посвящена Москве и Московскому университету 1840-х годов.

## Научные взгляды и деятельность

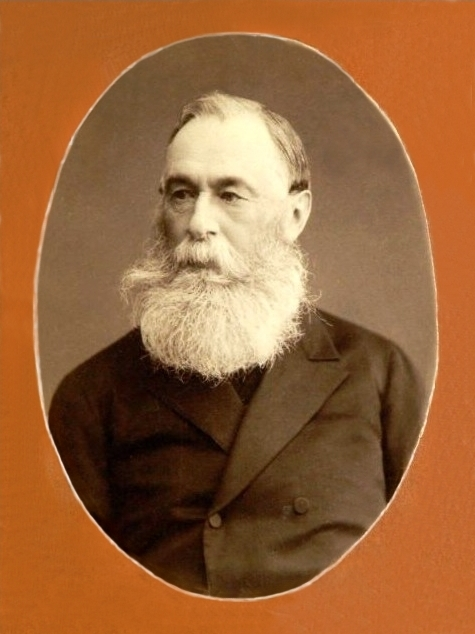
Б. Н. Чичерин, 1899 г.

Твёрдо и неуступчиво защищая права личности, Чичерин связывал с этим идею «порядка» — он очень сознательно стоял за твёрдую власть, решительно и резко осуждал все проявления революционного духа. Это отталкивало от Чичерина русское общество и, наоборот, делало его ценным в глазах правительства. Письма Чичерина к брату, служившему в Петербурге, докладывались Александру II, настолько их ценили консервативные круги, группировавшиеся тогда вокруг молодого царя. Не случайно поэтому было приглашение Чичерина, только что получившего кафедру в Московском университете, в преподаватели наследника Николая Александровича (старшего сына Александра II, скончавшегося очень рано, вследствие чего наследником, а позже царём стал второй сын Александра II — Александр III). Но репутация консерватора, очень рано сложившаяся относительно Чичерина, была, конечно, лишь отчасти верна: как не случайны были у Чичерина резкие осуждения революционного движения, так же не случайно было и то, что он явился в Московском университете лидером (тогда немногочисленной) группы либеральных профессоров.
В период обучения Чичерина в Московском университете он попал под влияние знаменитого в то время историка-западника Грановского. Он внёс большой вклад в формирование политических воззрений ученика. В период революций 1848 года Чичерин поддерживал движение народных масс, в особенности во Франции. Однако результаты революций заставили его пересмотреть свои взгляды. Борис Николаевич пришёл к выводу, что полноценное изменение политического строя возможно только эволюционным путём, а акты отдельных субъектов исторического процесса лишь дестабилизирует систему. Однако даже после неудачи отгремевших революций Чичерин сохранил убеждённость в неизбежности прихода Европы к демократии, однако последняя, по его мнению, в дальнейшем также должна была смениться новым строем. Постепенно он отошёл и от идей социализма, считая их либо демагогией, либо попыткой манипулировать недовольными массами. Это вылилось и в прямую критику Чичериным Герцена в его совместной с Кавелиным статье «Письма к издателю». Там вновь утверждается идея приоритета решения насущных проблем России над пространными и «мечтательными» проектами Герцена. Авторы указывают на то, что его идея общинного социализма иллюзорна, так как в действительности русский крестьянин не готов к подобному способу жизни. Критиковали они Герцена и за его симпатии к революционному способу изменения хода истории. Полный разрыв с Герценом произошёл после их встречи в Лондоне в 1858 году. После этого в журнале «Колокол» был напечатан «Обвинительный акт» Чичерина, в котором он в резкой форме отозвался о Герцене. Он вновь критиковал его за симпатии к революционному способу изменения государственного строя, а кроме того, за его реальную бездеятельность. Сам же Чичерин полагал, что его стратегия — это работать на благо России, проводя постепенные изменения изнутри.
Идеологию Чичерина можно классифицировать как консервативный или охранительный либерализм. Он не был против отмены крепостного права, однако указывал, что она существенно повлияла на положение русского дворянства. Борис Николаевич признавал, что в европейских странах опорой власти должен быть и служит средний класс, обладающий определённым уровнем образованности. Однако в России, в эпоху столь существенных изменений, необходимо сохранение сильной самодержавной власти, опорой которой должно в данный момент оставаться дворянство. При этом, Чичерин также говорил о том, что в дворян нужно производить лиц, исходя из определённого имущественного ценза.
Чичерин — представитель и один из основателей (наряду с С. М. Соловьёвым и К. Д. Кавелиным) «государственной школы» в русской историографии. В своей магистерской диссертации «История областных учреждений Московского государства XVII века» и в ряде других работ («Опыты по истории русского права», «Очерки Англии и Франции», обе — 1858) обосновывал решающую роль государства в русской истории. Оценка исторического значения государства в существенной мере соответствовала принципам гегелевской философии истории. В то же время Чичерин был сторонником либерализации общественной жизни в России: выступал за отмену крепостного права, считал необходимым введение представительных форм правления, ратовал за расширение и гарантии гражданских свобод всех сословий и каждого человека. Либеральные воззрения Чичерина нашли выражение в его работах 1860-х — начала 1880-х годов: «О народном представительстве», «Курс государственной науки», «Собственность и государство» и др.
В духе гегельянства он считал, что Абсолют направляет процесс развития мира и человечества. При этом человеческая свобода сохраняет своё значение, так как человек изначально причастен к Абсолюту, будучи одновременно конечным и бесконечным существом. «Абсолютность» и «бесконечность» человека определяются в первую очередь его разумом как формой абсолютного духа. «Верховной наукой», постигающей смысл происходящего в мире, оказывается, согласно Чичерину, метафизика истории. В историческом процессе философ-метафизик обнаруживает логику развития идей, поэтому особое значение среди исторических дисциплин имеет история человеческой мысли, история философии.
Общество Чичерин рассматривал как совокупность самостоятельных и полноценных личностей. Для него личность представлялась выше, первичнее общности, из чего и вытекала незыблемость её прав. Кроме того, из этого следовало ещё и то, что жизнь общества детерминирована не абстрактными законами, а свободными волевыми действиями каждого субъекта как имеющего доступ к Абсолюту, развёртывающемуся в каждом человеке благодаря наличию у него души. С другой стороны, полноценная самореализация человека возможно только в рамках общества.

### Философия, логика, религия
Чичерин является автором книги «Наука и религия», где последняя подвергается философскому анализу, его также можно считать одним из основоположников философии религии в России. Автор осуждает сложившееся в обществе второй половины XIX века отношение к религии, в рамках которого религия и наука противопоставляются. Чичерин показывает, что религия сочетает в себе в том числе и рациональную составляющую, которая выражается в виде конкретных догм, которые с развитием человеческого разума также претерпевают определённые изменения. Он также раскрывает сущность подхода, с помощью которого философ должен изучать религию. Она, по его мнению, не может быть инструментом, источником познания, к ней нужно подходить с рациональными инструментами, однако в процессе познания религии не следует и подчёркивать отрицательное отношение к ней (что было популярно в тот период), но проникаться её сущностью, понимать особенности религиозного мировоззрения и действовать с опорой на них.
Чичерин считал логику основной наукой, которая выводит законы для всех остальных наук. Он пытался создать новую логику, которая основывалась бы на четырёх началах: соединение и разделение, единое и многое. По его мнению законы логики возникают не в процессе наблюдения, а создаются непосредственно разумом. Он утверждал, что законы можно вывести a posteriori, а также a priori «из понятия о разуме, как деятельной силе, как оно определялось в учении о способностях. Последний вывод есть чисто-рациональный, он должен быть положен в основание; первый служит подтверждением». Сами же формально-логические законы Чичерин трактует в духе традиционной логики, допуская при этом и метафизическое истолкование этих законов. Так, о законе тождества он говорит, что этот закон «выражает не просто повторение, или чистое тождество с собою, но тождество в различии». Сам он, в то же время, переоценивал роль законов формальной логики говоря, например, что «на законе противоречия основано сообщение движения в пространстве. Оно возникает из того начала, что две разные вещи не могут быть одновременно в одном и том же месте». Утверждая, что «истинно то, что соответствует действительности» Чичерин всё-таки признаёт, что дух есть «движущее начало развития».
В своём основном труде по логике, «Основание логики и метафизики», он открыто признаёт, что «разум, как мерило, даёт только отвлечённо логические определения; одна религия даёт полноту истины и бытия».
Размышляя о природе религии, Чичерин говорит об изначально абстрактном характере религиозного чувства. Человек испытывает потребность в приобщении к чему-то высокодуховному, Абсолюту, который именно в его разуме приобретает конкретный образ. В разуме происходит и формирование атрибутов религии как специфической сферы человеческой деятельности (догм, сюжетов, культа и др.).
Так как религия сочетает в себе чувство и рациональность, именно с помощью философии как особого вида духовной деятельности человека можно познать рациональную часть религии. Чичерин, желая выяснить пределы возможностей разума в вопросах религии, пытается построить с помощью рациональных, логичных умозаключений религиозную систему, прибегает к философской теологии. Ему удаётся доказать с помощью «умозрения» многие религиозные категории, дать философские определения религиозным понятиям. При этом, ставится вопрос о соотношении философии и религии. В противоположность Гегелю, Чичерин убеждён, что последняя превосходит философию, так как откровение отличается конкретикой, что совершеннее абстракции. Однако с другой стороны, религия, предполагающая религиозное чувство, подвержена субъективизму. Следуя гегелевскому представлению о развитии истории, Чичерин делает вывод о том, что в настоящее время (в то время, когда он жил) перед религией стоит задача доказать свою значимость через противостояние нападкам со стороны её противников. Именно это побуждает религиозную мысль развиваться, находя новые основания для соперничества с оппонентами.
В своей книге Чичерин отстаивает значимость не только религии, но и философии, критикуя сторонников практической науки за отказ от этих сфер духовной жизни как «пустых» и «бесполезных». Он полагает, что такая область научного знания как история философии есть не что иное как история развития человеческого разума.

### Теория познания
Чичерин полагал, что познание можно характеризовать как процесс отражения в сознании человека образов объективных явлений. Он выделял два способа познания: реализм и рационализм. В первом случае философ предполагал движение от частного к общему, во втором — напротив, от общего к частному. Однако в философии должно произойти смешение двух этих путей познания, потому что лишь их сочетание может построить полную картину явлений мира. Кроме того, существуют две необходимые категории, без которых познание невозможно — это время и пространство. Первое позволяет рассматривать события в их правильной последовательности и протяжённости. Пространство же понимается Чичериным как некая бесконечная и неделимая среда, в которой заключены все объекты и происходят все явления. Кроме того, пространство заполняется материей, из которой состоят не только материальные объекты, но и всё пространство в целом. Она, однако же, может быть постигнута только умственно, не эмпирически.

### Политология
Борис Николаевич Чичерин считается основателем российской политологии — науки об управлении государством и политическими процессами. Он впервые в России задумался о том, что политический деятель должен быть профессионально обучен, а для этого необходимо и появление соответствующей науки. Политология, по мнению учёного, зиждется на изучении исторического опыта, общества, истории философии и правовых основ государства. Чичерин писал и о специфике методологии данной науки. Она, как и другие социальные науки, занимается изучением главным образом действий конкретных субъектов и групп людей, которые, хотя и действуют согласно некоторым закономерностям, в общем имеют свободу воли и совершают субъективный выбор, а потому и сама эта наука не может оперировать абсолютными данными и аксиомами.
В рамках развития разработанной им же науки, Чичерин определил несколько первооснов, необходимых для управления государством. По его мнению, политик, участвующий в управлении государством, необходимо должен опираться на исторический опыт данной страны. Кроме того, важнейшим аспектом политической деятельности является право. Государство одновременно даёт гражданину поле свободы благодаря закону и при этом само является источником этого закона. Именно он и является главным связующим элементом между человеком и государством.
Значительные изменения в политическом строе страны пробудили у Чичерина интерес к явлению политических партий, партогенезу. Он полагал, что существование неких политических объединений, члены которых имеют схожие политические взгляды и требования, и призванных защищать те или иные интересы, является неотъемлемым элементом политической системы. Кроме того, появление в стране политических партий свидетельствует о её высокоразвитости. Именно Чичерин впервые в России начал говорить об этом политическом институте. Разделяя политические партии на виды, Борис Николаевич выделил охранительные (реакционные, консервативные) партии, либеральные (прогрессивные) и революционные. При этом, явное предпочтение он отдавал первым. По его мнению, лишь охранительные партии, состоящие по большей части из представителей высших слоёв, стремятся сохранить необходимые институты прежней государственности. Либеральные же партии действуют на основе отрицания прежних институтов, но не склонны к радикальным мерам, подобно революционным. Кроме того, либеральные партии менее склонны к практической деятельности и занимаются больше теорией.
Размышляя об основных направлениях политической мысли — консерватизме и либерализме, — Чичерин пришёл к выводу, что только их сочетание даёт плодотворный и наилучший результат (в этом проявилась приверженность философа диалектической модели исторического развития). В его трактовке, консерватизм выступает в первую очередь не за сохранение абсолютно всех традиционных институтов, а за порядок, который возможен при сохранении таких институтов как армия, церковь, сильная государственная власть. В то же время, государство не может существовать без прогрессивных изменений, которыми его может обеспечить либерализм, который, кроме того, провозглашает свободу личности и верховенство её прав. При этом классический либерализм доказал, по мнению Чичерина, свою несостоятельность, так как он преуменьшает роль государственных институтов.
Размышляя об устройстве общества, Чичерин выделил четыре его основных института — семью, церковь, гражданское общество и государство. Каждый из них по-разному позволяет личности раскрыться во взаимодействии с другими. Первичным союзом для личности является семья, в которой она органически связана с другими личностями и реализует свою свободу. По мере взросления растёт субъективная сила личности, и она постепенно создаёт вокруг себя определённое пространство, где осуществляет свою свободную деятельность, подчиняясь определённым внешним и внутренним ограничителям. Встраивание человека в систему общественных отношений происходит благодаря морали и праву. Первая реализуется через ещё один важнейший институт — церковь, второе исходит из законов. Именно на основании законности человек вступает в отношения с другими личностями: формируется гражданское общество. Связующим элементом всех этих институтов является государство. Главным его признаком, по мнению Чичерина, является обладание верховной политической властью. Государство, способное обеспечить максимальную свободу личности — это правовое государство. Именно в нём, на основании верховенства закона, одновременно охраняется свобода граждан и ограничивается произвол власти по отношению к ним. Чичерин отводил власти важнейшую роль. Она воспроизводится в разной степени во всех четырёх институтах общества с разной силой. Наиболее полным её воплощением является сильное правовое государство, которое имеет право на легитимное насилие с целью обеспечения законности.

## Модель атома Чичерина
Модель атома была разработана Чичериным на основе анализа экспериментальных данных о плотностях элементов и их распределении в периодической системе элементов. Исследуя уменьшение удельного объёма атомов щелочных металлов, Чичерин пришёл к выводу о неоднородности распределения вещества в атомах и впервые сделал вывод о существовании ядра атома. Чичерин предположил существование оболочек атомов и обосновывал то, что эти оболочки заряжены отрицательно, в то время как ядро атома носит положительный электрический заряд. Эти выводы он сделал на основе анализа двух форм коронного разряда, при котором металлическое острие подсоединялось либо к катоду, либо к аноду электрофорной машины. С помощью своей модели Чичерину удалось численно описать плотности всех известных в то время химических элементов. Во время её создания ещё не были открыты (или предположены) ни электрон, ни протон. Работы Чичерина, публиковавшиеся с 1887 по 1892 год в Журнале Русского физико-химического общества., были представлены 4 февраля 1888 года на заседании этого общества Менделеевым (эти работы были собраны и изданы отдельной книгой в 1911 году).

## Память
27 сентября 2023 года в Тамбове открылся памятник Борису Чичерину во дворе дома-музея семьи Чичериных.

### Мемуары
- Воспоминания Бориса Николаевича Чичерина / с предисл. В. И. Невского. Т. 1 Архивная копия от 27 мая 2019 на Wayback Machine—4. — М.: М. и С. Сабашниковы, 1929—1934.
- Воспоминания. — М.: Изд. МГУ, 1991.
- Воспоминания: [в 2 т.]. — М.: Изд. им. Сабашниковых, 2010.
- Воспоминания. (Московский университет.) Архивная копия от 26 мая 2019 на Wayback Machine — М.: Правда, 1990.